# Break the Ice (bài hát)
"Break the Ice" là một bài hát của nghệ sĩ thu âm người Mỹ, Britney Spears nằm trong album phòng thu thứ năm của cô, Blackout (2007). Nó được phát hành vào ngày 4 tháng 3 năm 2008 bởi hãng Jive Records như là đĩa đơn thứ ba trích từ album. Bài hát được sáng tác bởi Nate "Danja" Hills, James "Jim Beanz" Washington, Keri Hilson và Marcella Araica, trong khi phần sản xuất được giao cho Hills và Washington thực hiện khâu xử lý giọng hát. "Radar" ban đầu được lựa chọn làm đĩa đơn thứ ba cho album, nhưng cuối cùng hãng đĩa quyết định chọn "Break the Ice" sau một cuộc thăm dò trên trang web chính thức của Spears. Về mặt âm nhạc, "Break the Ice" là một bản Electro-R&B với những ảnh hưởng của rave và crunk, với nội dung nói về việc chống lại sự thu hút giữa hai người. Bài hát mở đầu bằng âm thanh của dàn hợp xướng và synthesizer. Nó nhận được nhũng đánh giá tích cực từ các nhà phê bình âm nhạc, trong đó họ gọi nó là một bản nhạc điện tử mạnh mẽ của album.
Bài hát giành được những thành công thương mại tương đối trên các bảng xếp hạng, lọt vào top 10 ở Bỉ, Canada, Phần Lan, Thụy Điển và nằm trong top 40 ở Úc, New Zealand và nhiều nước châu Âu khác. Tại Mỹ, bài hát đạt vị trí thứ 43 trên bảng xếp hạng Billboard Hot 100, cũng như vị trí quán quân trên Hot Dance Club Songs. Video ca nhạc của "Break the Ice" được thực hiện dưới hình thức phim hoat hình, do Robert Hales làm đạo diễn và phát hành vào ngày 12 tháng 3 năm 2008. Video được thực hiện dựa trên hình tượng siêu anh hùng của Spears trong video ca nhạc "Toxic", trong đó cô phá hủy một phòng thí nghiệm được bảo mật cao với nhiều dòng hoá, bao gồm một phiên bản của chính cô. Một phiên bản phối lại của "Break the Ice" đã được sử dụng trong video xen kẽ của chuyến lưu diễn The Circus Starring Britney Spears (2009) và được biểu diễn lần đầu tiên trong chương trình biểu diễn cư trú ở Las Vegas của cô tại Planet Hollywood Resort & Casino, Britney: Piece of Me.

## Danh sách track và định dạng
- Đĩa CD

1. "Break the Ice" — 3:16
2. "Everybody" — 3:16

- Đĩa CD maxi

1. "Break the Ice" — 3:16
2. "Break the Ice" (Kaskade Remix) — 5:28
3. "Break the Ice" (Tracy Young Mix) — 6:32
4. "Break the Ice" (Tonal Remix) — 4:52
5. "Break the Ice" (Video tăng cường) — 3:22

- Đĩa than 12" – The Remixes

1. "Break the Ice" (Kaskade Remix) — 5:31
2. "Break the Ice" (Jason Nevins Rock Remix) — 3:24
3. "Break the Ice" (Tonal Remix) — 4:52
4. "Break the Ice" (Mike Rizzo Funk Generation Dub) — 7:18
5. "Break the Ice" (Tracy Young Club Mix) — 8:51
6. "Break the Ice" (Doug Grayson Remix) — 4:43

- Đĩa đơn nhạc số – EP

1. "Break the Ice" — 3:16
2. "Break the Ice" (Jason Nevins Rock Remix) — 3:16
3. "Break the Ice" (Kaskade Remix) — 5:28

- Đĩa đơn nhạc số – Remixes

1. "Break the Ice" (Jason Nevins Extended) — 6:18
2. "Break the Ice" (Jason Nevins Dub) — 6:57
3. "Break the Ice" (Mike Rizzo Generation Club Mix) — 6:41
4. "Break the Ice" (Mike Rizzo Generation Dub) — 7:14
5. "Break the Ice" (Tracy Young Club Mix) — 8:50
6. "Break the Ice" (Tracy Young Dub) — 8:28

## Xếp hạng
| Bảng xếp hạng (2008)               | Vị trí cao nhất |
| ---------------------------------- | --------------- |
| Úc (ARIA)                          | 23              |
| Áo (Ö3 Austria Top 40)             | 39              |
| Bỉ (Ultratop 50 Flanders)          | 7               |
| Bỉ (Ultratop 50 Wallonia)          | 3               |
| Canada (Canadian Hot 100)          | 9               |
| Cộng hòa Séc (Rádio Top 100)       | 15              |
| Đan Mạch (Tracklisten)             | 13              |
| European Hot 100 Singles           | 31              |
| Phần Lan (Suomen virallinen lista) | 8               |
| Đức (GfK)                          | 25              |
| Ý (FIMI)                           | 9               |
| Hà Lan (Single Top 100)            | 61              |
| New Zealand (Recorded Music NZ)    | 24              |
| Thụy Điển (Sverigetopplistan)      | 11              |
| Thụy Sĩ (Schweizer Hitparade)      | 63              |
| Anh Quốc (OCC)                     | 15              |
| US Billboard Hot 100               | 43              |
| US Billboard Pop Songs             | 21              |
| US Billboard Hot Dance Club Play   | 1               |

| Bảng xếp hạng (2008)   | Vị trí |
| ---------------------- | ------ |
| Canadian Singles Chart | 58     |
| Swedish Singles Chart  | 76     |

## Chứng nhận
| Quốc gia                                                                           | Chứng nhận | Số đơn vị/doanh số chứng nhận |
| ---------------------------------------------------------------------------------- | ---------- | ----------------------------- |
| Đan Mạch (IFPI Đan Mạch)                                                           | Vàng       | 7.500^                        |
| * Chứng nhận dựa theo doanh số tiêu thụ. ^ Chứng nhận dựa theo doanh số nhập hàng. |            |                               |